# Govi-Altai
Govi-Altai (Говь-Алтай, em mongol) é uma província da Mongólia. Sua capital é Altai.